# Robert Muczynski
Robert Muczynski (* 19. März 1929 in Chicago; † 25. Mai 2010 in Tucson) war ein US-amerikanischer Komponist, Pianist und Hochschullehrer.

## Leben
Robert Muczynski war Sohn polnisch-slowakischer Emigranten. 1952 schloss er sein Studium an der DePaul University in Chicago ab, wo ihn Walter Knupfer (Klavier) und Alexander Tscherepnin (Komposition) unterrichtet hatten. Zur dortigen Abschlussprüfung kam sein Divertimento für Klavier und Orchester mit dem Sinfonieorchester der DePaul University zur Aufführung. 1955 bis 1956 lehrte er dort selbst Komposition, Klavier und Musiktheorie. Bereits 1951 hatte ihn die Fromm Music Foundation mit seiner 1. Sinfonie beauftragt. 1956 bis 1959 leitete er den Bereich Klavier am Loras College in Dubuque (Iowa). 1958 debütierte Muczynski als Pianist eigener Werke in der New Yorker Carnegie Recital Hall. Im gleichen Jahr kam sein 1. Klavierkonzert mit ihm selbst als Solisten zur Uraufführung.
1959 bis 1962 war er Stipendiat der Ford Foundation im Rahmen eines Projekts für junge Komponisten. 1964 lehrte er am Chicago Musical College der Roosevelt University, und von 1965 bis zur Emeritierung 1988 war er Kompositionsprofessor und zeitgleich Composer-in-Residence an der University of Arizona in Tucson. Zu seinen dortigen Schülern zählt Paul Schoenfield.

## Werk
Muczynski veröffentlichte mehr als 50 Werke für Orchester, Kammerensembles, Soloinstrumente (vor allem Klavier) und Chor. 1961 erhielt seine Sonate für Flöte und Klavier op. 14 in Nizza den Concours international de composition. Das Konzert für Altsaxophon und Kammerorchester op. 41 (1980/81) war für den Pulitzer Prize of Music nominiert. Ferner schrieb er mehrere Filmmusiken für Dokumentarfilme seines Lebenspartners Harry Atwood.
Seine Tonsprache lässt sich dem amerikanischen Neoklassizismus zurechnen, ihre rhythmischen Bildungen zeigen Einflüsse des Jazz; resultierend laut dem Musikwissenschaftler und -kritiker Walter Simmons „[…] in a friendly modernism - tonal but not reactionary, peppered with light dissonance and energetic asymmetries of rhythm [...]“.

## Einzelnachweis
1. ↑  Würdigung von Walter Simmons